# فؤاد الحبري
فؤاد الحبري (ولد في 2آذار 1958) هو رجل أعمال أمريكي، وكبير الإداريين التنفيذيين للحلول الحيوية الطارئة.

## السيرة الذاتية

### النشأة
فؤاد الحبري (ولد في 2آذار،1958) في هيلدسهايم، ألمانيا  قضى طفولته على قدم المساواة في أوروبا والشرق الأوسط قبل قدومه إلى الولايات المتحدة الأمريكية للحصول على شهادة البكالوريوس في الاقتصاد من جامعة ستانفورد وماجستير إدارة الاعمال من جامعة يال 

### التعليم
حصل الحبري على ماجستير في الإدارة العامة والخاصة من جامعة يال وبكالوريوس مع مرتبة لشرف في الاقتصاد من جامعة ستانفورد.

### المهنة المبكرة
الحبري شغل منصب رئيس لشركة ديجيسل من آب 2000إلى شباط 2005. شغل منصب رئيس شركة موارد الشرق الغرب من أيلول 1990
إلى كانون الثاني 2004.
كان عضواً في فريق الإدارة العليا لشركة سباي وود، المحدودة. في المملكة المتحدة ونظّم ووجّه استحواذ إدارة منتجات الميناء المحدودة. الحبري أعاد تنظيم الميناء، وكان مستشاراً لفريق الإدارة العليا اشترك في الإشراف على العمليّات وشغل منصب مساعد كبير ومدير مقيم للمشروع في شركة بوز ألن هاميلتون ومدير لشركة سيتي غروب في نيويورك (الاندماج والاستحواذ) وفي جدة، السعودية (العمليات والائتمان).
الحبري كان رئيس شركة موارد الشرق الغرب، رأس مال استثماري وشركة الاستشارات المالية، منذ حزيران 1990. شغل منصب رئيس لشركة ديجيسل القابضة من آب 2000 إلى تشرين الثاني 2006. شغل منصب مدير شركة لانسينغ المحدودة لعمليات الدفاع الحيوية الطارئة.

### المهنة الحالية
الحبري كان مدير وكبيرالإداريين التنفيذيين للحلول الحيوية الطارئة منذ 2004 ويشغل منصب رئيس مؤسسة الحبري الخيرية، وأسّس جائزة الحبري للتربية من أجل السّلام في 2007. الحبري يشغل منصب عضو مجلس أمناء الجامعة الأميركية.وهو عضو مجلس إدارة اتحاد البحث الطبي الحيوي الدولي (مشروع مشترك أكاديمي بين معاهد الصحة الوطنية الأمريكية، جامعة أوكسفورد وجامعة كامبريدج).الحبري هو أيضاً عضو مجلس أمناء المتحف الوطني للصحة.

### جائزة الحبري للتربية من أجل السلام
الغاية المحدّدة من جائزة الحبري للتربية من أجل السلام هي «لتكريم مربّي واحد للسلام سنوياً مع جائزة الحبري للتربية من أجل السلام لتحقيق الوعي والتّشجيع على التوسّع في مجال التربية من أجل السلام.» المهمّة المحددة للجائزة هي «لتقدير المربّين للسلام البارزين الموجودين في الولايات المتحدة بمنح 15000$ سنويّاً إلى الفرد أو المنظّمة الّتي تقّم مساهمات قيّمة للتربية من أجل السلام والعدالة الاجتماعية في الشّرق الأوسط.» 